# Maksim Majrovič
Maksim Aleksandrovič Majrovič (in russo Максим Александрович Майрович?; traslitterazione anglosassone: Maxim Mayrovich o Maksim Mayrovich; Irkutsk, 6 febbraio 1996) è un calciatore russo, attaccante del Broke Boys Mosca.

## Carriera

### Club
Nel 2013 si trasferisce al Kuban', con cui nel 2015 esordisce nella prima divisione russa.
In seguito gioca anche nella prima divisione armena ed in quella georgiana.

### Nazionale
Ha giocato nelle nazionali giovanili russe Under-15, Under-16, Under-17, Under-18 ed Under-21.

## Palmarès

### Club

#### Competizioni nazionali
- Coppa d'Armenia: 1

Noah: 2019-2020
- Supercoppa d'Armenia: 1

Noah: 2020